# Zaclúmia

Localização da Zaclúmia nos Bálcãs

Zaclúmia (em servo-croata:  Захумље) foi um principado sérvio na Idade Média, localizado nas regiões das atuais Herzegovina e Dalmácia, também denominada Terra de Chelm ou de Hum.

## Localização e população
A Zaclúmia deve o seu nome dos montes Hum que se estendem na Herzegovina, até a foz do rio Neretva. O seu confim meridional era a cidade de Dubrovnique, que marcava a fronteira com o Principado da Travúnia, enquanto a noroeste confinava com a região da Pagânia. Os primeiros habitantes eslavos chegaram à zona no século V e se mesclaram às populações de origem ilírica e romana. E, no século VII, ocorre uma migração maior seguindo o Arconte Desconhecido. Nas terras dálmatas e da Herzegovina se estabeleceram tribos sérvias governadas pela Casa dos Vixevitches proveniente da Sérvia Branca/Croácia Branca, uma região que se estendia ao longo do curso do rio Vístula. Um dos maiores centros da Zaclúmia era a cidade de Ston, importante centro político e religioso.

## História
O Principado da Zaclúmia foi fundado por volta do ano 630, quando o imperador bizantino Heráclio chamou os povos sérvios e croatas da Europa Central (Sérvia Branca/Croácia Branca) em socorro para combater os ávaros e lhes concedeu em vassalagem as terras que tinham conquistado do inimigo.
Em 869 o imperador Basílio I, o Macedônio, convenceu o soberano da Zaclúmia a combater no flanco do Império Bizantino uma guerra contra os sarracenos: nesta ocasião o Principado demonstrou ser um aliado válido e um estado internacionalmente importante.
Por volta do fim do século IX, mas o grão-príncipe Pedro da Sérvia, começou a expandir seus poderes às custas da Zaclúmia, fazendo valer o antigo privilégio segundo o qual a Zaclúmia devia ficar como um feudo da Sérvia. Impeliu com as suas forças o exército do príncipe legítimo Miguel Višević para longe da terra firme, obrigando-o a reparar na zona insular do país. Sucessivamente, Pedro negociou com os bizantinos uma aliança para atacar a Bulgária, Miguel riferiu do complô ao czar búlgaro Simeão I que, depois de ter derrotado o exército bizantino na Trácia, mandou à Sérvia uma armada liderada por Paulo que no 917 destronou Pedro e o levou até a Bulgária para que fosse julgado. Miguel Višević tomou seu próprio trono e reinou pacificamente.
Em 925, Miguel participou do Sínodo de Split junto do duque Tomislau da Croácia Dálmata: a Zaclúmia foi submetida ao poder religioso do Arcebispado de Split e político do mesmo Tomislau que foi coroado rei da Croácia. Sucessivamente, o príncipe interrompeu as relações amistosas com a Bulgária e se reaproximou do Império Bizantino, recebendo o título de vice-rei das próprias terras em nome do império. Depois da morte em 950 de Tzéstlabo da Sérvia que tinha unificado as terras sérvias, a Zaclúmia por si importância a favor da potência emergente da Dóclea e do Grão-Principado da Sérvia.
Da Zaclúmia, porém, foi originário Estêvão Nêmania, o capostipite da dinastia Nemânica que do século XI ao XIV governou a Sérvia unificada, chegando a criar com Estêvão Uresis IV um Império Sérvio.